# Ewald Bucher

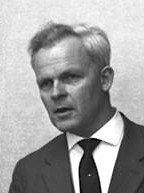
Bucher (1964)

Ewald Bucher (* 19. Juli 1914 in Rottenburg am Neckar; † 31. Oktober 1991 in Mutlangen) war ein deutscher Politiker (FDP/DVP). Er war von 1962 bis 1965 Bundesminister der Justiz und von 1965 bis 1966 Bundesminister für Wohnungswesen und Städtebau.

## Ausbildung
Bucher, der römisch-katholischen Glaubens war, besuchte nach der Volksschule zunächst das Progymnasium in Rottenburg am Neckar und dann das Realgymnasium in Schwäbisch Gmünd.
Nach dem  1933 absolvierte er ein Studium der Rechtswissenschaft in Tübingen und München, welches er 1937 mit dem ersten juristischen Staatsexamen beendete. Von 1933 bis 1934 war er Mitglied der katholischen Studentenverbindung AV Cheruskia Tübingen im CV. 1941 folgten das zweite Staatsexamen und seine Promotion zum Dr. jur. mit der Arbeit Die Juristen in der Frankfurter Nationalversammlung. 

## Nationalsozialismus und Zweiter Weltkrieg
Bucher war von 1931 bis 1933 Mitglied des NS-Schülerbundes und wurde mit dem Goldenen Abzeichens der Hitler-Jugend ausgezeichnet. Danach war er Mitglied der NSDAP und der SA.
1940 bis 1944 nahm er als Soldat am Zweiten Weltkrieg teil, zuletzt war er Batteriechef und Leutnant der Reserve.

## Nachkriegszeit
Von 1945 bis 1953 war Bucher als Rechtsanwalt in Schwäbisch Gmünd tätig, wobei er durch die Entnazifizierung zwischenzeitlich 18 Monate Berufsverbot hatte. 1951 wurde Bucher Geschäftsführer des Landesverbandes der württembergischen Gewerbe- und Handelsvereine.
1950 trat Bucher der DVP bei und wurde 1952 Kreisvorsitzender in Schwäbisch Gmünd. 

## Bundespolitik

### Bundestagsabgeordneter
Von 1953 bis 1969 war Bucher Abgeordneter im Deutschen Bundestag. Von Ende 1956 bis zum 13. Dezember 1962 war er Parlamentarischer Geschäftsführer der FDP-Bundestagsfraktion. Von 1957 bis zu seiner Ernennung zum Bundesminister 1962 war er stellvertretender Vorsitzender des Rechtsausschusses des Bundestages. Ebenfalls 1957 wurde er in den FDP-Bundesvorstand gewählt.
1958 klagte er gemeinsam mit den SPD-Abgeordneten Adolf Arndt, Holger Börner und Gustav Heinemann vergeblich vor dem Bundesverfassungsgericht gegen Beschlüsse des Bundestages zur Redezeitbegrenzung. Die Parlamentarier wurden dabei von Karl Weber vertreten, der später sein Nachfolger als Bundesjustizminister werden sollte.

### Öffentliche Ämter
Am 11. Dezember 1962 wurde Bucher als Bundesminister der Justiz in die von Bundeskanzler Konrad Adenauer geführte Bundesregierung berufen. Er behielt dieses Amt auch unter Bundeskanzler Ludwig Erhard.
In der Verjährungsdebatte konnte Bucher sich nicht durchsetzen. Die in der NS-Zeit begangenen Morde unterlagen der 20-jährigen Verjährungsfrist und hätten damit ab dem 8. Mai 1965 nicht mehr verfolgt werden können. Bucher hielt die Verjährungsfristen für materielles Recht und daher nicht für nachträglich verlängerbar, da dies dem Grundsatz nulla poena sine lege widerspreche. Die gegen seinen Willen durchgesetzte Verlegung des Stichtages vom 8. Mai 1945 auf den 1. Januar 1950 ermöglichte die Verfolgung der NS-Morde für zunächst weitere fünf Jahre. Wegen dieser Entscheidung trat Bucher am 26. März 1965 als Bundesminister der Justiz zurück.
Bei der Wahl des deutschen Bundespräsidenten 1964 kandidierte Bucher als Kandidat der FDP gegen den Amtsinhaber Heinrich Lübke. Er unterlag mit 123 Stimmen bereits im ersten Wahlgang.
Nach der Bundestagswahl 1965 übernahm er dann am 26. Oktober 1965 die Leitung des Bundesministeriums für Wohnungswesen und Städtebau. Am 28. Oktober 1966 trat er gemeinsam mit den übrigen FDP-Bundesministern von seinem Amt zurück.

## Spätere Jahre
Bucher schied nach der Wahl 1969 aus dem Bundestag aus. Im Kontext der Diskussion über die Ostverträge trat Bucher 1972 aus der FDP/DVP aus und war danach parteilos. 1984 trat er der CDU bei.
Von 1967 bis 1991 übte Bucher leitende Tätigkeiten in Verbänden des Städtebaus und der Wohnungswirtschaft aus.
Bucher war zeitweilig Mitglied im Kuratorium der Wolf-Erich-Kellner-Gedächtnisstiftung.

## Ehrungen
Bucher erhielt 1964 den Orden wider den tierischen Ernst.

## Veröffentlichungen
- Die Juristen in der Frankfurter Nationalversammlung, jur. Diss., München 1941.
- Rechtsstaatlichkeit und Demokratie. In: Aus Politik und Zeitgeschichte, Jg. 1965, Heft 21, S. 3–9.
- Mandatsverlust bei Parteiwechsel. In: Zeitschrift für Rechtspolitik. 4. Jg., 1971, Heft 8, S. 192.
- Aufzeichnungen und Erinnerungen (= Abgeordnete des Deutschen Bundestages. Aufzeichnungen und Erinnerungen. Bd. 7). Boldt, Boppard am Rhein 1990, ISBN 3-7646-1901-5.